# Compagnia della Francia Equinoziale
La Compagnia della Francia Equinoziale (in francese Compagnie de la France équinoxiale) è una compagnia commerciale francese attiva a più riprese durante il XVII secolo nelle colonie francesi in America meridionale, allora note col nome di Francia equinoziale.
La compagnia, inizialmente nota col nome di Compagnie de la Terre-Ferme d'Amérique ("compagnia della terraferma d'America"), venne istituita sul finire dell'anno 1651 a Parigi da numerosi esponenti della borghesia e financo del clero, ed entrò subito in competizione con la Compagnia di Rouen, che aveva medesimo scopo ed agiva sul medesimo territorio.
Con gli ottomila scudi raccolti come capitale iniziale, vennero reclutati circa 500 uomini, che s'imbarcarono su due imbarcazioni e partendo da un imbarco presso Pont Royal il 18 maggio 1652 discesero la Senna fino a Rouen, da dove salparono alla volta delle Americhe il 2 luglio, sbarcando alla Caienna il 30 settembre non senza cospirazioni a bordo, che portarono all'assassinio di uno dei fondatori della compagnia.

Anche durante il soggiorno in Guyana vi furono tensioni e complotti, aggravati dalle dure condizioni climatiche e dall'ostilità degli indigeni: tutti questi fattori portarono i coloni a lasciare in massa il territorio il 27 dicembre 1654, spostandosi in Guyana olandese, mentre proprio gli olandesi occupavano Recife e la Caienna, decretando la fine della compagnia ad appena due anni dalla sua creazione.
Circa nove anni dopo, nell'agosto del 1663, la compagnia venne rifondata da venti azionisti, che donarono 20.000 lire ciascuno ed ottennero concessioni per esplorare il Sudamerica settentrionale fra l'Orinoco ed il Rio delle Amazzoni: due navi della rinata compagnie, Le Brézé e Le Terrou, salparono con 400 uomini ciascuna da La Rochelle il 26 febbraio 1664 alla volta della Caienna, dove giunsero l'11 maggio. Fra gli uomini a bordo vi erano Joseph-Antoine Le Febvre de La Barre, presidente della compagnia e più tardi governatore della Guyana francese, ed il luogotenente generale Alexandre de Prouville de Tracy, al quale gli olandesi (che occupavano ancora la colonia) si arresero senza colpo ferire.

La guerra fra Paesi Bassi e Inghilterra causa una serie di invasioni e controinvasioni nelle varie sezioni in cui la Guiana, con gli inglesi che s'impadroniscono della Caienna nel 1667, costringendo la compagnia a dichiarare nuovamente fallimento. La colonia di Guyana ritornerà francese col Trattato di Breda a partire dal 18 ottobre, tuttavia la sua gestione sarà appannaggio della Compagnia francese delle Indie occidentali.